# Rumina decollata

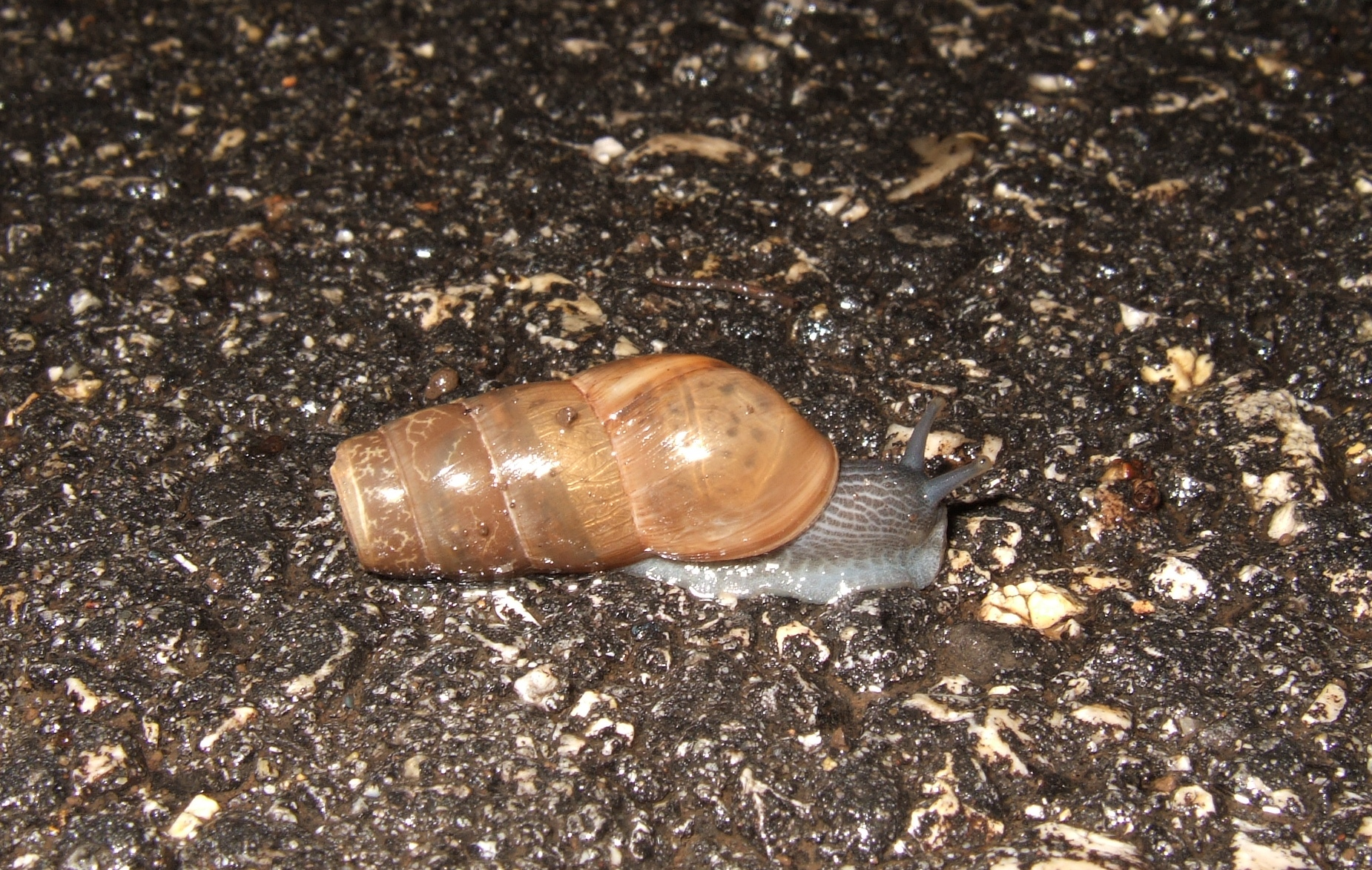
Vista sagital de Rumina decollata.

El caracol degollado (Rumina decollata) conocido como caracola terrestre, es una especie de molusco gasterópodo pulmonado terrestre en la familia Achatinidae, de tamaño medio y omnívoro. Originaria de Europa, ha sido introducida en un gran número de regiones del mundo, entre otros motivos como control de plaga de caracoles comunes de jardín al ser uno de sus depredadores.

## Distribución
Esta especie es nativa del Mediterráneo, excluyendo el sureste, y del norte de África.
Se encuentra en Israel y en Egipto desde tiempos de la Antigua Roma. Ha sido introducido en Norteamérica, entre otros lugares, en Phoenix y Glendale, Arizona, y otras áreas, como agente de control de plagas biológico, con la esperanza de controlar la población de caracol común de jardín. Del mismo modo, se lo ha registrado como especie no nativa en Argentina, Uruguay, Brasil y Chile.

## Hábitos

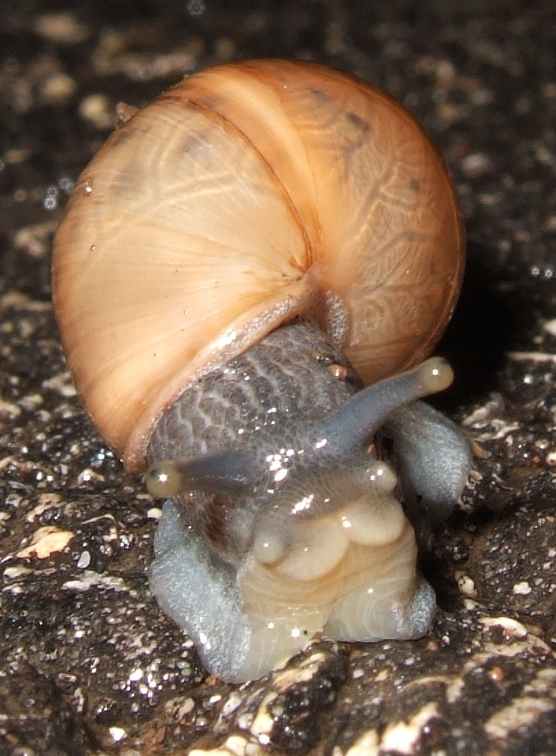
Vista frontal de un caracol en Austin (Texas).

Rumina decollata es un predador voraz y se alimenta de caracoles de jardín comunes, babosas y sus huevos. También se alimenta de plantas pero el daño que les causa se considera menor comparado con el beneficio de su predación a otras pestes. También consume otras especies locales de gastrópodos terrestres inofensivos y anélidos beneficiosos.
Los caracoles toleran condiciones de sequedad y frío, durante las cuales se entierran profundo en el suelo. Son más activos durante la noche y cuando llueve.

## Nombre común
Caracola, caracol, caracol degollado, caracol destructor.